# District historique de Cape May
Le district historique de Cape May (en anglais : Cape May Historic District) est district historique situé à Cape May dans le New Jersey.
La ville, station balnéaire, a de nombreux bâtiments de style victorien.
Le district est inscrit au Registre national des lieux historiques depuis 1970.